# Körhinta (album)
A Körhinta a Moby Dick együttes harmadik lemeze. Az album az EMI-Quint kiadó gondozásában jelent meg 1992-ben. Ezen a lemezen szerepelt utoljára Rozsonits Tamás dobos. A Mahasz Top 40-es lemezeladási listáján a Körhinta a 4. helyig jutott, ami a zenekar 1998-as feloszlásáig a legjobb helyezésük volt.  
Ez az utolsó Moby Dick album ami hanglemezen megjelent. Mára azonban ez a korong ritka.

## Az album dalai
Az összes dalszöveg szerzője Pusztai Zoltán, kivéve a Gazember című dal, amelynek Földes László (Hobo); az összes szám szerzője Schmiedl Tamás, Mentes Norbert, kivéve a Gazember című dal, amelynek Póka Egon, Schmiedl, Mentes.
| #   | Cím                                    | Hossz |
| --- | -------------------------------------- | ----- |
| 1.  | Múló álom                              | 3:19  |
| 2.  | Gumiszoba                              | 4:53  |
| 3.  | Gazember (Hobo Blues Band-feldolgozás) | 4:16  |
| 4.  | Legyél jó                              | 6:13  |
| 5.  | Kártyavár                              | 3:33  |
| 6.  | Körhinta                               | 5:24  |
| 7.  | Rohadt dolog                           | 4:14  |
| 8.  | XX. századi ima                        | 4:06  |
| 9.  | A mesének vége                         | 3:22  |
| 10. | Legyél hepi                            | 3:28  |

## Közreműködők
- Schmiedl Tamás – gitár, ének
- Mentes Norbert – gitár, szólógitár
- Gőbl Gábor – basszusgitár
- Rozsonits Tamás – dobok